# Artaxias I.

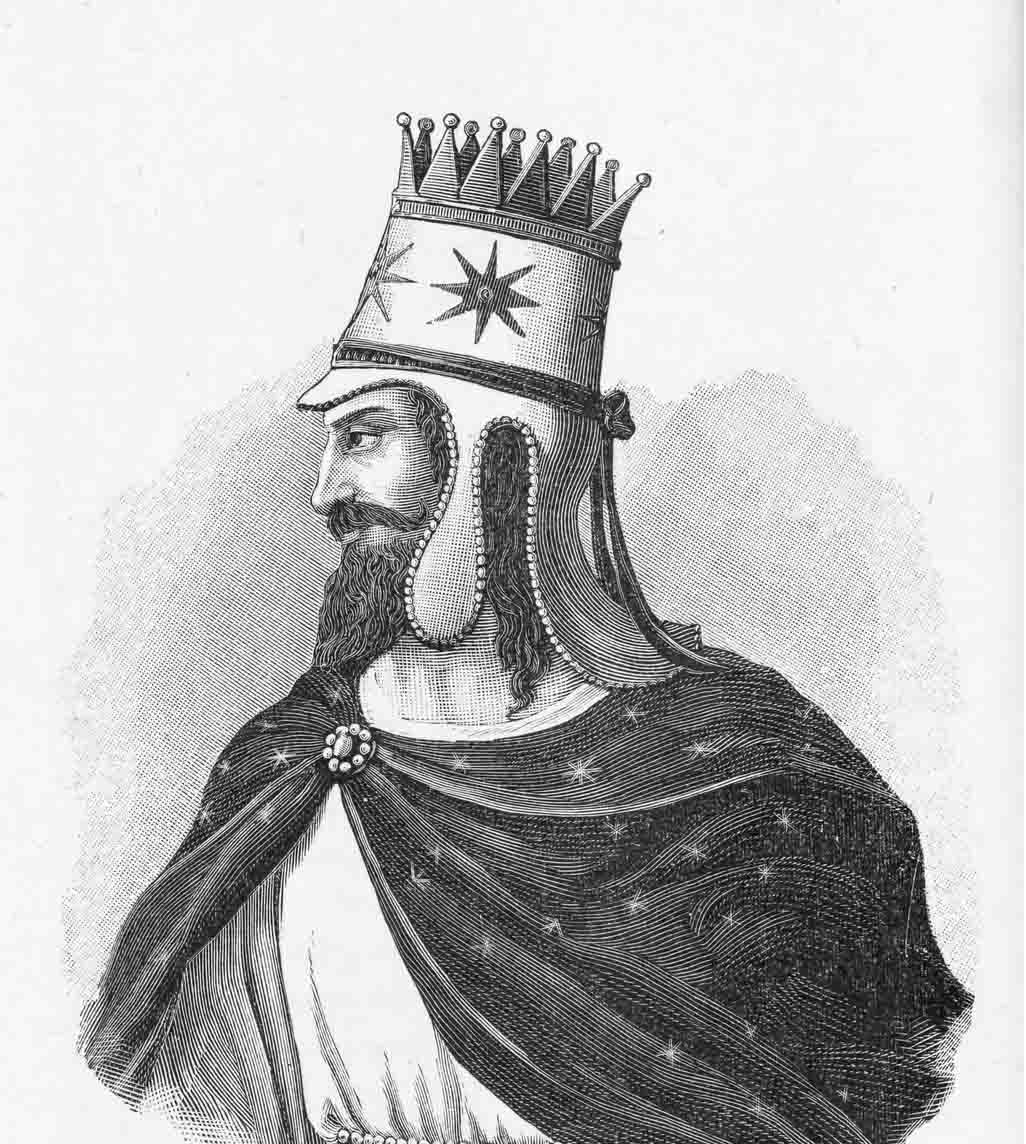
Artaxias I. (Phantasiedarstellung)

Artaxias I. (auch Artaxes oder Artashes, armenisch Արտաշես Առաջին; Artašēs) war der Gründer der Herrscherdynastie der Artaxiden in Armenien. Er regierte von etwa 190–160 v. Chr. Verheiratet war er mit Satenik, einer Tochter des Königs der Alanen.
Ursprünglich war Artaxias gemeinsam mit Zariadris Statthalter (Strategos) des seleukidischen Königs Antiochos III. Nach dessen Niederlage in der Schlacht von Magnesia im Jahr 190/189 v. Chr. wurde er König von Armenien, Zariadres König der Sophene. Artaxias gab die bisherige Hauptstadt Jerwandaschat am Aras auf und gründete weiter stromabwärts eine neue Metropole, die er Artaxata nannte. Nach Strabon und Plutarch wurde er dabei von Hannibal beraten und unterstützt. Artaxias I. ließ in seinem Reich viele Stelen als Grenzmarkierungen aufstellen. Diese waren auf Aramäisch beschrieben, der Staatssprache des Persischen Reiches. Auf diesen Stelen nennt er sich mlk rwndkn, Orontidischer König. Somit legitimierte er seine Herrschaft über eine Verbindung zum alten Königshaus Armeniens, den Orontiden.
Antiochos IV. nahm Artaxias 164 oder 165 v. Chr. gefangen. Er ließ ihn erst frei, nachdem er die Oberherrschaft des Seleukidenreichs über Armenien anerkannt hatte. Sein Nachfolger wurde um 160 v. Chr. sein Sohn Artavasdes I.